# Deserto ma non troppo
Deserto ma non troppo (Sahara Hare) è un film del 1955 diretto da Friz Freleng. È un cortometraggio animato della serie Looney Tunes, prodotto dalla Warner Bros. e uscito negli Stati Uniti il 26 marzo 1955. Il corto oggi più noto in Italia col titolo Predone del deserto.

## Trama
Bugs Bunny emerge dalla sabbia del deserto del Sahara, convinto di essere sbucato a Miami Beach. Ignaro di dove si trovi in realtà, comincia a cercare il mare, riuscendo a trovare solamente una piccola oasi con una pozzanghera, in cui fa il bagno. Per asciugarsi Bugs utilizza per sbaglio il kefiah del temibile predone del deserto Riff-Raff Sam. Furioso, quest'ultimo insegue Bugs in groppa al suo dromedario, mentre il coniglio si rifugia in una fortezza.
Sam cerca di entrare nella fortezza in vari modi, ma ogni tentativo fallisce, anche a causa di Bugs. Alla fine Sam trova una porta con scritto "entrata segreta", con dietro numerose altre porte, l'ultima delle quali è collegata a della dinamite. Mentre Sam apre ostinatamente tutte le porte, Bugs fugge dalla fortezza chiedendosi se Sam sarà così ottuso da aprirle tutte, la risposta non tarda ad arrivare ammirando pochi istanti dopo l'esplosione da fuori che Sam ha innescato. Subito dopo vede emergere da sottoterra Daffy Duck che, convinto anche lui di essere sbucato a Miami Beach, si mette a correre felice. Bugs non riesce ad avvertirlo e decide di lasciare "che lo scopra da solo".

## Distribuzione

### Edizione italiana
Esistono due doppiaggi italiani per il corto. Prima di tutto il corto fu distribuito nei cinema italiani in lingua originale il 22 dicembre 1960 all'interno del programma Silvestro gatto maldestro. Quest'ultimo fu rieditato dalla Dear International il 4 dicembre 1973, doppiato in italiano e con il primo titolo Deserto ma non troppo. Il corto fu poi ridoppiato nel 2003 dalla Time Out Cin.ca, venendo per l'occasione rinominato Predone del deserto. Da allora in poi sono sempre stati usati solo il ridoppiaggio e il nuovo titolo.

## Edizioni home video

### VHS
Il cortometraggio è incluso, col primo doppiaggio, nella VHS Bugs Bunny: 2.

### DVD
Il cortometraggio è incluso con il ridoppiaggio nel disco 1 di Looney Tunes Golden Collection: Volume 4.

## Estensioni
- Parte del cortometraggio sarà riutilizzata nei corti Notti Conigliarabe (1959) e La torta del diavolo (1963).
- Il cortometraggio è presente anche nel film antologico del 1981 Looney, Looney, Looney Bugs Bunny Movie.